# Diego de Almagro
Diego de Almagro, nacido como Diego de Montenegro Gutiérrez (Almagro o Malagón,1475-Cuzco, Imperio español, 8 de julio de 1538), fue un conquistador español. Se enfrentó al Imperio incaico, donde participó en la conquista de Perú después de la captura de Atahualpa, y también en la conquista de Ecuador, donde fundó San Francisco de Quito. Se le considera el primer español en llegar oficialmente a Chile; fue también el primer europeo en llegar al actual territorio de Bolivia.
No se sabe donde nació exactamente, según algunos historiadores pudo ser en Almagro o en Malagón, ciudades de la actual provincia de Ciudad Real, según relata Agustín de Zárate en su Historia del descubrimiento y conquista del Perú nació en la villa de Malagón,  siendo hijo ilegítimo de Juan de Montenegro y de Elvira Gutiérrez. Ambos progenitores se habían dado la promesa de matrimonio, pero terminaron su noviazgo sin realizar este compromiso. Cuando rompieron, Elvira estaba embarazada de Diego, razón por la que sus familiares la ocultaron hasta que naciese el niño, que vio la luz en 1475. La historia lo considera el primer conquistador español rebelde del Perú.

## Biografía de Diego de Almagro

### Origen familiar y primeros años
Los orígenes de Diego de Almagro permanecen oscuros. Había nacido en el año 1475 en la villa manchega de Almagro o en Malagón, en lo que ahora es la provincia de Ciudad Real, lugar del que tomó el apellido por ser hijo ilegítimo de Juan de Montenegro y Elvira Gutiérrez. Para salvar el honor de la madre, sus familiares le quitaron el infante y lo trasladaron a la cercana villa de Bolaños de Calatrava, siendo criado en esta localidad y en Aldea del Rey, a cargo de Sancha López del Peral.

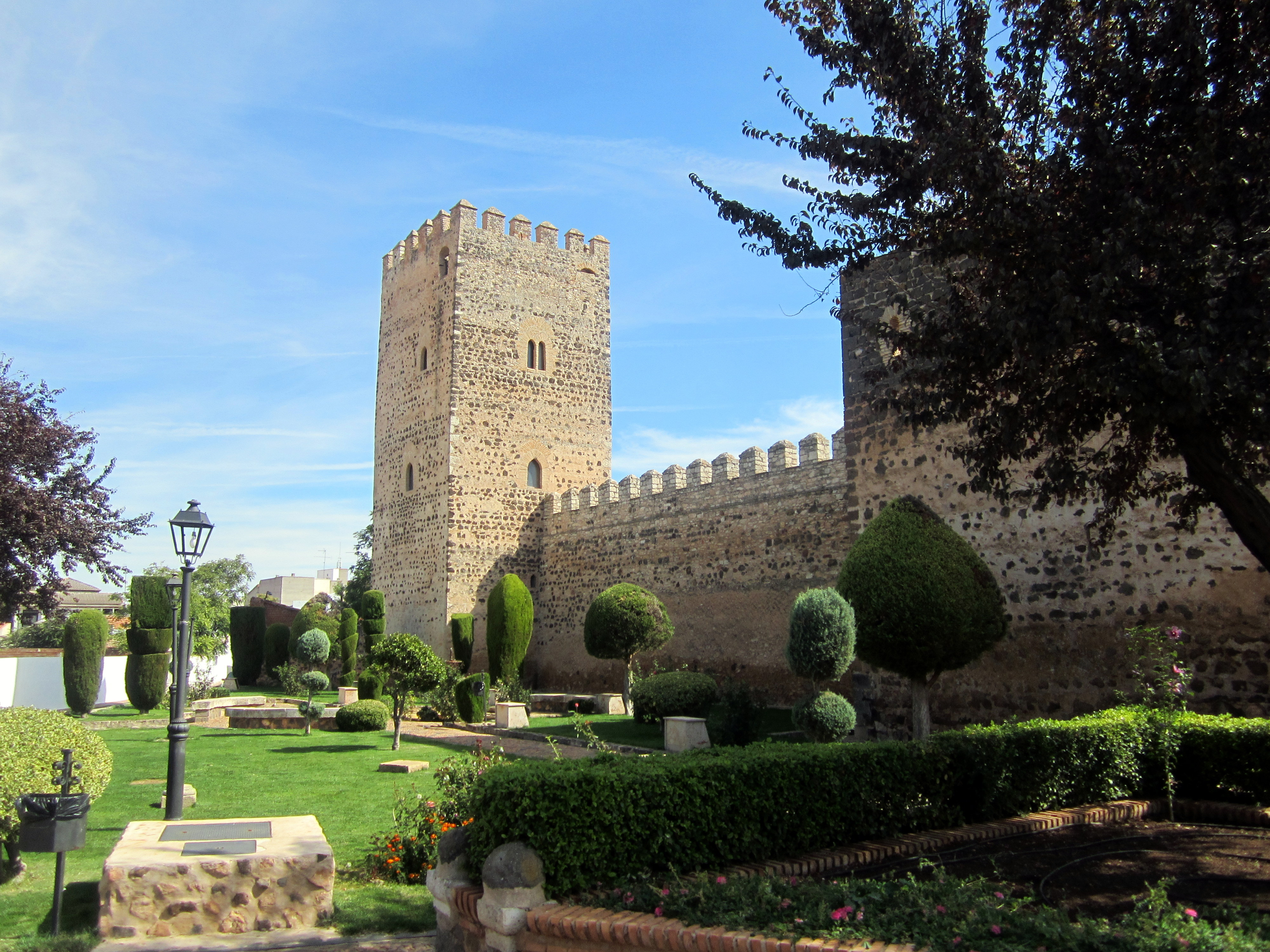
Castillo de Bolaños de Calatrava, pueblo donde se crio Diego de Almagro

Cuando cumplió los 4 años volvió a Almagro, estando bajo la tutela de un tío suyo llamado Hernán Gutiérrez hasta los 15 años, cuando por causa de la dureza de su tío se fugó de casa. Se dirigió al hogar de su madre, que ahora vivía con su nuevo esposo, para avisarle de lo ocurrido y de que se iría a recorrer el mundo, pidiéndole algo de pan que le ayudara a vivir en su miseria. Su madre, angustiada, le buscó un pedazo de pan y unas monedas y le dijo: "Toma, hijo, y no me des más presión, y vete, y ayúdate de Dios en tu aventura".
Se fue a Sevilla y, luego de probablemente hurtar para sobrevivir, el mozo pasa a ser criado de don Luis de Polanco, uno de los cuatro alcaldes de los Reyes Católicos y más tarde su consejero, y quien era alcalde de aquella ciudad. Mientras desempeñaba esta ocupación, Almagro acuchilló a otro criado por ciertas diferencias, dejándolo con heridas tan graves que motivaron que se promoviera un juicio en su contra.
Siendo buscado por la justicia, don Luis de Polanco, haciendo uso de su influencia, consiguió que Pedro Arias de Ávila le permitiera embarcar en calidad de colono en una de las naves que saldrían a las Indias desde el puerto de Sanlúcar de Barrameda. La Casa de Contratación exigía que los hombres que cruzaban a las Indias llevasen sus propias armas, ropas e instrumentos de labranza, los cuales se los proporcionó don Polanco a su criado. Diego de Almagro era un hombre de mediana estatura y poco favorecido en apariencia física, ya que fue afectado de acné y viruela mientras estuvo en España. 

### Llegada a la América española

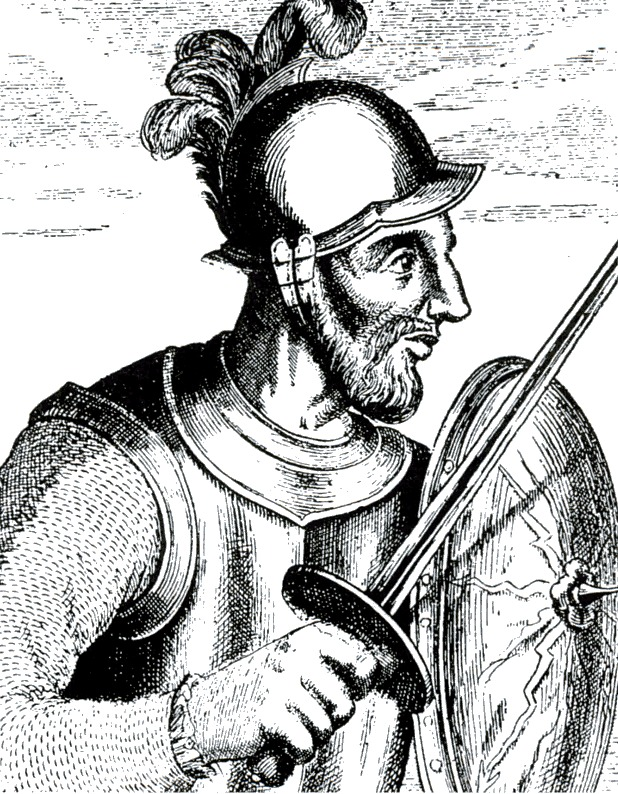
Diego de Almagro en "Historia General de los hechos de los castellanos en las islas y Tierra Firme del Mar Océano".

Almagro llegó al Nuevo Mundo el 30 de junio de 1514 en la expedición que Fernando II de Aragón enviaba al mando de Pedro Arias de Ávila. La expedición desembarcó en la ciudad de Santa María la Antigua del Darién, donde se encontraban muchos otros destacados futuros conquistadores, uno de ellos Francisco Pizarro.
Sobre Almagro no se tienen muchas noticias en este período, pero se sabe que acompañó a varios capitanes que salieron de Santa María la Antigua del Darién entre 1514 y mediados de 1515, aunque se mantuvo principalmente en la ciudad llegando a tener una encomienda, construyéndose una casa y dedicándose a la agricultura.
Desarrolló su primera acción conquistadora el 30 de noviembre de 1515, cuando partió de Darién al mando de 260 hombres, para fundar la villa de Acla, ubicada en el lugar del mismo nombre, pero tuvo que desistir de su empresa porque cayó enfermo y debió regresar a Darién, dejando la misión de completar su plan al licenciado Gaspar de Espinosa.
Almagro trabajó por algún tiempo con Vasco Núñez de Balboa, en ese tiempo encargado de Acla, que con los materiales de la expedición de Espinosa quería construir un barco, recortarlo y reconstruirlo en el Mar del Sur (Pacífico). Sin embargo, según los datos obtenidos, no hay indicios de que participara en la expedición de Balboa y es más probable que regresara a Darién.
Espinosa decidió realizar una nueva expedición, partiendo en diciembre con 200 hombres, entre los que estaba un ya recuperado Almagro, y Francisco Pizarro, quien por primera vez tenía el título de capitán. En esta expedición, que duró 14 meses, se encontró con el padre Hernando de Luque a quien ya conocía anteriormente. Aunque la famosa sociedad entre los tres no estaba aún realizada, ya se demostraban confianza y amistad. Tomó parte en las incursiones, fundaciones y conquistas desarrolladas en el golfo de Panamá, participando nuevamente en una de las expediciones de Espinosa, que se transportaba en dos barcos de Balboa.
De Almagro en esta expedición solo se sabe que sirvió como testigo en listas, que en cada acontecimiento relacionado con indígenas, hacía levantar Espinosa. Permaneció en la recién fundada ciudad Santa María la Antigua del Darién, ayudando a poblarla. Durante cuatro años no participó de nuevas expediciones, ocupando su tiempo en la administración de sus bienes y los de Pizarro. 
Nació en esta época su hijo Diego de Almagro el Mozo, que tuvo con una india de la región llamada Ana Martínez.
En dicho lugar tuvo noticias de un reino situado en el sur, llamado Birú, que era el centro del Imperio inca. Francisco Pizarro propuso el reconocimiento de esas tierras y la conquista de sus riquezas. Sus dos primeras expediciones por esta zona, realizadas entre los años 1524-1525 y 1526-1528, revelaron las sorprendentes riquezas del Imperio incaico en las tierras recién descubiertas.
En 1529, tras la firma de la Capitulación de Toledo, la Corona española autorizó a Pizarro la conquista y gobernación de Perú, que pasó a denominarse Nueva Castilla. Reunidos Almagro y Pizarro en 1532, iniciaron desde Cajamarca la conquista del territorio de los incas y, después de ejecutar al soberano Atahualpa, partieron hacia Cuzco. Ocupada esta ciudad en 1533, Almagro marchó a tomar posesión del litoral peruano y fundó la ciudad de Trujillo, superando mediante negociación las aspiraciones del conquistador Pedro de Alvarado.

## Participación en la conquista del Imperio Inca

### Conquista del Perú

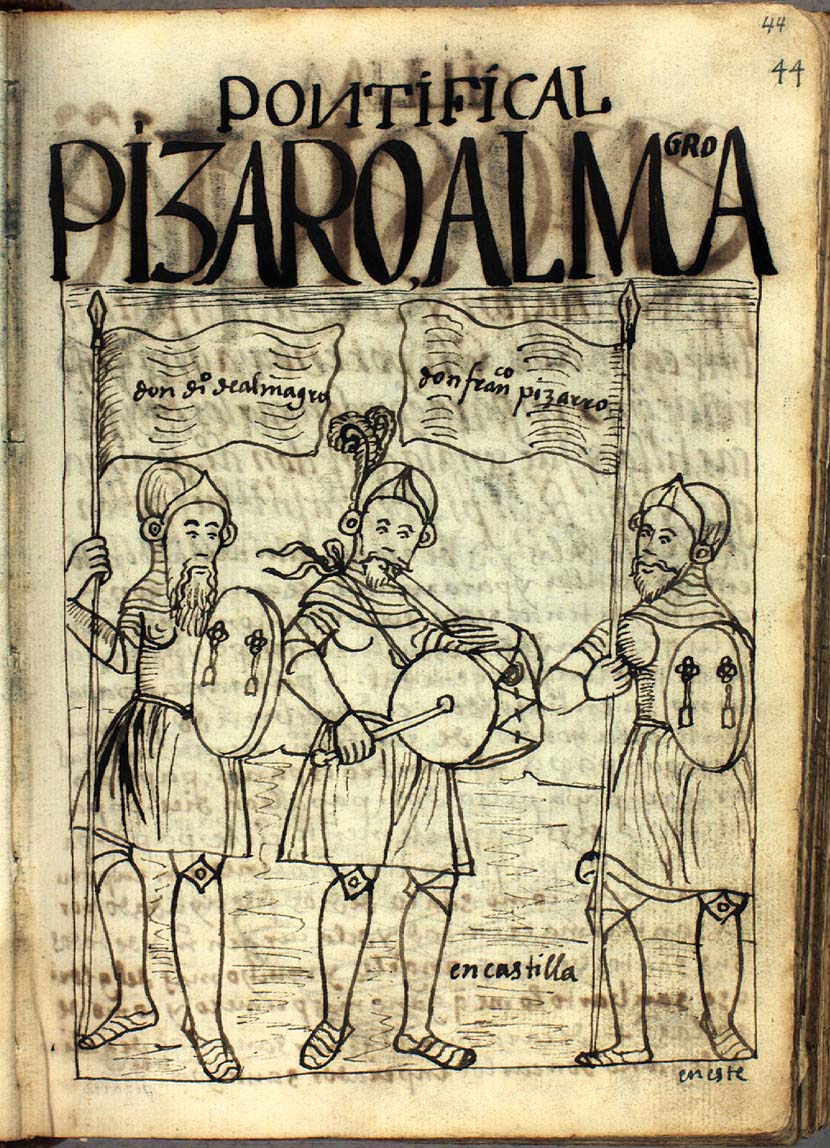
Diego de Almagro y Francisco Pizarro en Castilla, según un dibujo de Felipe Guamán Poma de Ayala.

Para aquella época se formalizó la sociedad entre Almagro, Pizarro y Luque, recibiendo a principios de agosto de 1524 el permiso esperado para descubrir y conquistar por cuenta suya las tierras ubicadas en el levante de Panamá, empresa que culminó con la conquista del Imperio inca por parte de Pizarro.
Almagro permaneció en Panamá para reclutar hombres y conseguir avituallamiento, mientras Pizarro proseguía la expedición. Los éxitos de Pizarro le movieron a solicitar el permiso real para emprender, por cuenta propia, la conquista de nuevos territorios; aunque le fue denegado, este hecho agrietó las relaciones de amistad con los Pizarro. No obstante, cuando llegó al Perú en 1533, Pizarro, con poco más de 160 hombres, había capturado a Atahualpa, el gobernante absoluto del país, en Cajamarca, y estaba negociando un fabuloso rescate. Almagro, que llevaba consigo más de 200 hombres, se apresuró a unirse a sus compañeros y, el 13 de abril de 1533, se reunió con su antiguo compañero. Por esta razón, debido a que se encontraba a cargo de la organización de las cinco expediciones entre Panamá y América del Sur, no participó como uno de los Trece de la Fama que después se convertirían en los Caballeros de la Espuela Dorada. Llegaría después de la captura de Atahualpa y tendría protagonismo en la conquista del norte del Imperio Inca, junto al otro gran conquistador Sebastián de Belalcázar.
La redención del Inca pertenecía sólo a los hombres de Pizarro, pero el Imperio inca se reservaba muchos otros tesoros y Almagro participó activamente en su conquista. Su presencia fue decisiva en más de una ocasión, desde la marcha hacia el Cuzco hasta la toma de la capital y, en cada coyuntura, el audaz capitán demostró sus dotes de luchador temerario. Incluso a la hora de afrontar la llegada de otros competidores españoles, el adelantado se hizo cargo de la tarea.
En Cajamarca, actual República del Perú conocería a Atahualpa y a su muerte continuaría con la conquista capturando y neutralizando a Manco Capac. Después cuando el militar Quizquiz se levantó en armas contra los conquistadores, Almagro lo tomaría prisionero para enviarlo después al sur, a Jauja donde lo recibirían los propios soldados de su ejército para matarlo. En esa batalla pelearía junto a Juan Pizarro y Hernando de Soto, quienes se encontraban a cargo de las caballerías.

### Conquista de Quito (actual Ecuador)
.

Mapa de las principales ciudadas y villas de Quito fundadas hasta 1547.

Desde lo que se conoce ahora como Perú corrió a Quito para enfrentarse a los ejércitos de Pedro de Alvarado que quería conquistar por su cuenta las tierras del mar del sur y, en la ocasión, supo desarrollar una delicada función diplomática que evitó una lucha fratricida. Alvarado llegaba desde Guatemala con una cantidad importante de soldados y con el fin de tomar partida en la conquista del imperio Inca. Se uniría Almagro a otro conquistador, Sebastián de Belalcázar quien por órdenes de Pizarro debía encontrarse en San Miguel de Piura pero que ante las noticias decidió partir al norte para enfrentar al ejército indígena liderado por Rumiñahui. Según el derecho indiano, Almagro debería asegurar la conquista de ese territorio fundando tres poblaciones. Por esta razón y con el fin de tener precedencia frente al conquistador que venía de Centroamérica, se adelantó y fundó el 15 de agosto de 1534 la ciudad de Santiago, ubicado en Liribamba (ahora llamada Riobamba) que corresponde a la primera ciudad de Ecuador. Se encontraba en la sierra centro, cerca de Colta en la llanura de Liribamba.
Junto a Sebastián de Belalcázar se enfrentaría a los indígenas en los andes ecuatorianos encabezados por los tres generales: Rumiñahui, Quizquiz y Zocozopagua. Al primero perseguirían a lo largo de los valles mientras esquivaban las trampas para caballos que se habían construido a manera de hoyos en las llanuras. Sin embargo, los cañaris con quienes habían entablado una alianza les alertaron de los mismos y guiaron por caminos alternativos para emboscar los campamentos de Rumiñahui.
Antes de lograr vencerlo, debió recibir a Alvarado que llegaba por las costas con todo su ejército y también el fraile franciscano Jodoco Ricke, quien traería el trigo y la cebada para la ciudad de San Francisco de Quito. Los ejércitos se encontraron en Moche donde Alvarado pidió paso franco al darse cuenta de que llegaba tarde y no podría hacerles frente. Por esta razón llegaron a un acuerdo a través de una reunión en la Catedral de la Balbanera en el poblado de Santiago de Quito para que Alvarado ceda la fundación de la misma y venda parte de la empresa que incluía sus barcos, esclavos, caballos y armas por solo 100 mil pesos. Alvarado regresó a Guatemala, firmando una escritura el 26 de agosto de 1534. De esta escritura se encargaría Almagro, dejando a Belalcázar para que continue con la fundación del resto de ciudades. Una vez terminado el acuerdo, se despoblaría Santiago de Quito y se crearía Ríobamba por disposición de Diego de Almagro, Belalcázar continuaría con las campañas fundando San Francisco de Quito y Santiago de Guayaquil. Por su parte Almagro fundaría San Gregorio de Puerto Viejo, al enviar a uno de sus capitanes, Francisco Pacheco desde San Miguel de Piura el 12 de marzo de 1535, adelantándose a Pedro de Puelles quien había sido enviado por Belalcázar con el mismo fin.

### Títulos para gobernar al sur del Titicaca
En 1534, a través de las capitulaciones del 21 de mayo de ese año, el rey Carlos I de España lo recompensó con la gobernación de Nueva Toledo, gobernación que comprendía desde el límite de la gobernación de Pizarro y 200 leguas al sur, y el título de "Adelantado en las tierras más allá del lago Titicaca", en los territorios del actual Chile. Hernando Pizarro, el hermano del gobernador que había ido a España con el oro perteneciente a la Corona, consiguió, sin embargo, ampliar el poder de Francisco por otras setenta leguas al sur y esta variación puso en duda la posesión de la capital de los incas.
La disputa se hizo cada vez más acalorada y los dos antiguos socios, cada uno apoyado por sus propios simpatizantes, corrieron el riesgo de chocar varias veces, hasta que, estimulados por algunos personajes influyentes y respetables, llegaron a un acuerdo. Almagro habría ido a las regiones del sur, en las que se suponía que había reinos tan ricos como el del Perú, y mientras tanto se habrían esperado las determinaciones de la Corona.

## Expediciones al sur de Cuzco

### Preparativos
Almagro inició los preparativos de su expedición a Chile con buenos auspicios. Le llegaron noticias de los incas de que la región al sur del Cuzco estaba poblada de oro, por lo que juntó fácilmente 500 españoles para la expedición, muchos de los cuales lo habían acompañado al Perú. Iban también en la expedición unos 100 negros y unos 10 000 indios yanaconas para el transporte de las armas, ropas, víveres, etc.
Las noticias que les llegaban de Chile eran absolutamente falsas, pues los incas planeaban una rebelión contra sus dominadores y deseaban que aquel grupo tan numeroso de españoles se alejara del Perú. Para convencerlos, Almagro le pidió a Manco Inca que les preparara el camino junto a tres soldados españoles, el Inca les entregó el Willac Umu, Vila Oma, a su propio hermano llamado Paullu Inca, y su propia compañía.
Almagro encomendó a Juan de Saavedra  que se adelantase con una columna de cien soldados para que, a la distancia de unas ciento treinta leguas, fundase un pueblo y lo esperase con los alimentos e indios de relevo que pudiera reunir en aquellas comarcas.

### Por el camino del Inca y el reconocimiento de Bolivia Alto Perú

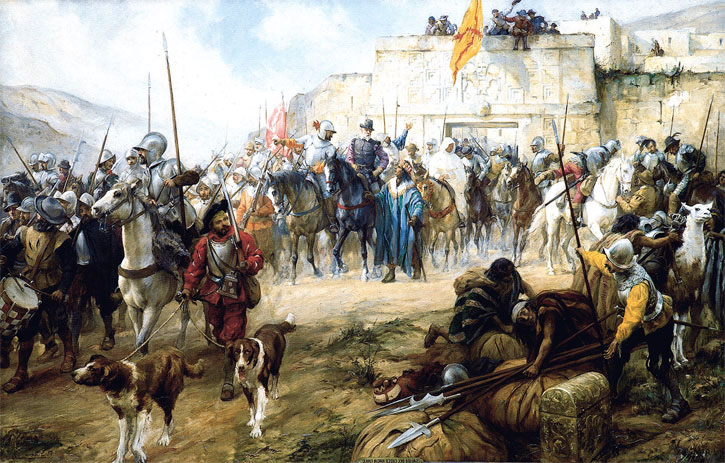
"Expedición de Almagro a Chile", pintura de Fray Pedro Subercaseaux.

Almagro salió del Cuzco el 3 de julio de 1535 con 50 hombres y se detuvo en Molina hasta el 20 de ese mes, detenido por el inesperado arresto del inca Manco Inca por Juan Pizarro, acción que le trajo problemas. Dejada atrás Molina, Almagro se encaminó por el Qhapaq Ñan, con los 50 hombres de que consistía su columna.
Recorrieron el área occidental del lago Titicaca, cruzaron el río Desaguadero y se encontró con Saavedra en un poblado llamado Paria, en que logró reunir a 50 españoles más, que pertenecían al grupo del capitán Gabriel de Rojas, y que decidieron abandonar a su jefe y dirigirse a Chile, se reunió un total de 150 hombres. Permanecieron cerca del lago Aullagas todo agosto, en espera del derretimiento de las nieves de la cordillera de los Andes.
Pasado este contratiempo, se dirigieron a Tupiza, donde se encontraron con Paullu Inca y Vila Oma, que tenían recolectado oro de los tributos de la región, y con los tres españoles que los acompañaron. Estos tres españoles, se habían dedicado mientras esperaban a Almagro al pillaje y asaltaron una caravana que supuestamente provenía de Chile con oro, el cual le fue mostrado a Almagro. Esto renovó los bríos de los expedicionarios haciéndoles olvidar los padecimientos de la marcha.
Aquí Almagro realizó una nueva pausa de dos meses en la expedición, esperando que viniesen las tropas. Sin embargo le inquietó una nueva noticia; había arribado al Perú el obispo de Panamá, fray Tomás de Berlanga, que traía poderes para dirimir el conflicto de límites entre los conquistadores. Los amigos de Almagro le solicitaron que volviese para defender mejor su causa, pero el Adelantado quería ir por la riqueza chilena, por lo que siguió adelante. Otro contratiempo se presentó cuando Vila Oma se escapó de la expedición con todos los porteadores y volvió al norte.
Pero Almagro y sus hombres siguieron adelante, ya que aún contaban con Paullu Inca. Los españoles tuvieron que tomar porteadores a la fuerza para poder transportar los avituallamientos, esto causó más de un conflicto con los naturales. Almagro guiado por el príncipe inca siguieron el Qhapaq Ñan hasta llegar al Shincal.

### El cruce de los Andes
Almagro comenzó a remontar la cordillera de los Andes siguiendo el Camino del Inca desde Shincal, un tambo incaico cerca del actual pueblo de Londres (Argentina). Los españoles, más miles de yanaconas y hombres de color que sumaban en total unos 12.500 hombres, comenzaron a transmontar las primeras alturas de la cordillera de los Andes en dirección del Paso comecaballos y luego hasta el Portezuelo pulido para llegar a Peñasco de Diego hasta alcanzar alturas superiores a los 4.000 msn, deteniéndose en los tambos que jalonaban la ruta del sendero incaico. En su avance por la cordillera, los expedicionarios sufrieron muchas penalidades, ya que caminaban agotados por el viento frío y el congelamiento de sus manos y pies, y por la dificultad de transitar en un suelo suelto, lleno de guijarros pequeños, de bordes afilados, que les destruían las suelas de los zapatos y las herraduras a los caballos. El gélido clima de la cordillera mató a gran parte de los indios yanaconas, que empezaron a dejar en la ruta como un sendero de muerte, pues no tenían la ropa adecuada y andaban a pie desnudo, y a varios de los españoles, cuando se quitaban las botas, se les caían los congelados dedos de los pies. La tradición y algunas fuentes indican que fue por el llamado hoy Paso de San Francisco por donde Almagro realizó su triste travesía, esta aseveración hoy está en estudio.[cita requerida] Las penurias aumentaron al internarse por ese paisaje helado, inhóspito y silencioso, llegando incluso a detener el avance por falta de ánimos.
El conquistador, preocupado por la suerte de sus hombres, encabezó junto a otros veinte jinetes un grupo de avanzada, que atravesó la cordillera y después de cabalgar tres días enteros, llegaron al valle de Copiapó (en ese entonces Copayapu), y recogieron víveres que le suministraron los indígenas y que envió de inmediato para socorro de sus hombres. Llegaron solo 2500 sobrevivientes de la travesía de Almagro.

### Reconocimiento de Chile

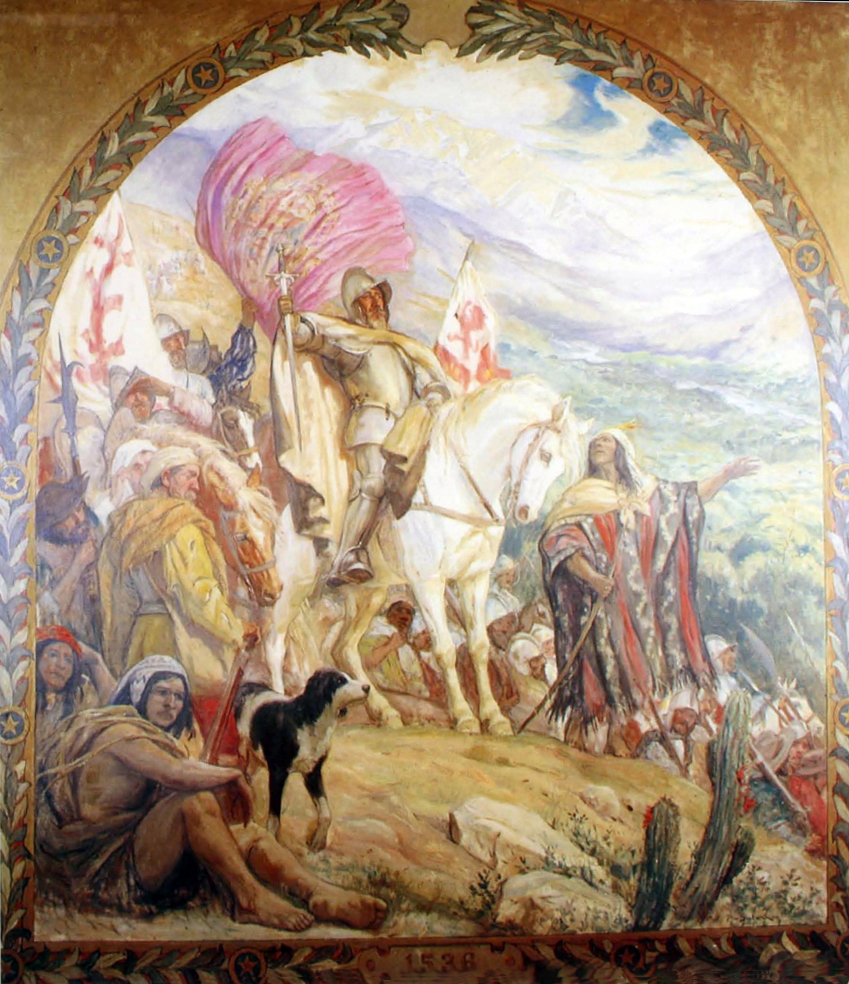
Almagro llega al valle de Copiapó.

Por fin el resto de la columna llegó a Copayapu (Valle del Copiapó) con 240 españoles, 1500 yanaconas, 150 negros y 112 caballos. Entre los negros venía una mujer leal a Almagro llamada Malgarida. Murieron más del 70% de los que iniciaron la marcha, durante la travesía 10 españoles, 50 caballos y cientos de indígenas amigos o auxiliares debido al poco ropaje que llevaban.
Después de la natural recuperación de energías, se dio la orden de reiniciar la marcha hacia el valle de Copiapó; sin embargo le desertaron una multitud de yanaconas que dejaron prácticamente sin sirvientes a los españoles. Almagro endureció la mano y mandó que quemaran a varios indios culpables de haber matado españoles, estos indios habían asesinado a los tres soldados enviados en vanguardia que habían llegado a Chile.
Para su escarmiento, Almagro decidió darles un cruel castigo reuniendo a todos los curacas importantes de la región, echándoles en cara su crimen y condenándoles a morir en la hoguera. Durante la realización del castigo le llegaron noticias de los caciques de la región del Aconcagua, que deseaban entablar amistad con los blancos. Eso se debió a un par de españoles autoexiliados y renegados de Pizarro que estaban en la región desde años antes.
Se trataba de Gonzalo Calvo de Barrientos y de Antón Cerrada, quienes en realidad fueron los primeros españoles en descubrir y pisar territorio chileno. Gonzalo Calvo de Barrientos había sido afrentado por Pizarro -que había mandado que le cortaran las orejas- y para no exhibir su afrenta se internó hacia el sur del valle de Zama, de forma que llegó posteriormente más hacia el sur. Sería el más leal colaborador de Almagro.
Durante su marcha a esa región, el Adelantado tuvo noticias de un barco, el San Pedro, que había recalado en la región, (Los Vilos) dirigido por Ruy Díaz y que venía lleno de ropas, armas y víveres para la expedición. Al llegar al río Conchalí, en Los Vilos, se encontró con el otro español ya mencionado llamado Antón Cerrada quien ya había influenciado a los aborígenes a dar una bienvenida pacífica a la columna de Almagro.
Al llegar al valle del Aconcagua los españoles fueron bien recibidos por los naturales, gracias a los consejos que les había entregado Gonzalo Calvo, como se ha dicho, español radicado desde hacía años en Chile. Sin embargo, los naturales fueron influenciados por el indio Felipillo, intérprete de los conquistadores, que les habló de las malas intenciones de estos y les recomendó atacarlos o huir de ellos.

Los naturales le hicieron caso, pero no se atrevieron a atacarlos y escaparon durante la noche, al igual que Felipillo y varios yanaconas, que tomaron el camino del norte, pero este último intento no fructificó. Felipillo fue atrapado y descuartizado con caballos frente al curaca de la región como escarmiento.

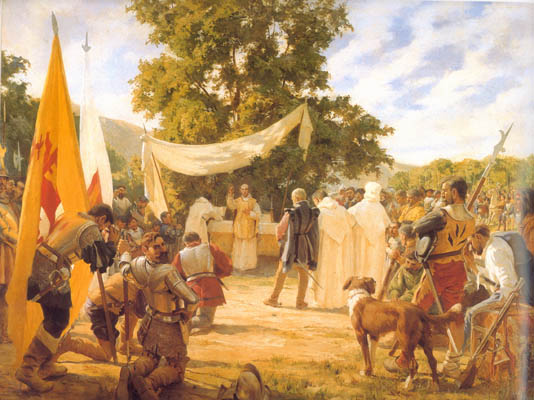
«Primera misa celebrada en Chile», óleo de Pedro Subercaseaux (1904), que muestra la misa celebrada en 1536 al llegar Diego de Almagro al valle de Copiapó.

El territorio que el Adelantado esperaba encontrar lleno de riquezas no cumplía ni sus más mínimas expectativas, lo que le causó una gran desilusión, por lo que decidió enviar una columna de 70 jinetes y 20 infantes dirigida por Gómez de Alvarado para que explorase el sur del territorio.
Cuando la columna llegó al río Itata, tuvo lugar en Reinohuelén el primer enfrentamiento entre los españoles y los mapuches, en el que la superioridad de las armas y la sorpresa causada por los caballos permitió una fácil victoria española frente a los indígenas guerreros, que se asustaron al ver el hombre montado a caballo como si fuesen ambos un solo ser.
Esto no sería más que una mera escaramuza previa a la futura guerra de Arauco que iniciaría Pedro de Valdivia muchos años después. Almagro, al sentir la presión de la tropa desengañada por las falsas promesas de riqueza y las desalentadoras noticias de una avanzada que daban cuenta de más tierra fría y pobre, sopesó la situación y decidió no proseguir hacia el sur.
Sin oro, Almagro, mal aconsejado por Gómez de Alvarado y Hernando de Sosa, solo pensó en regresar al Perú a intentar ganar el Cuzco para su gobernación. Entre la alternativa de volver a atravesar la cordillera, o dirigirse por el desierto, se decidió por la segunda opción. En un acto de reconocimiento al sacrificio hecho por sus hombres en la expedición, y que no fueron recompensados con el ilusorio oro de esta región, decidió perdonar las deudas que sus soldados habían contraído con él, destruyendo todas las escrituras que los comprometían.
El camino por el desierto de Atacama fue tan terrible como la travesía por la cordillera: días quemantes y noches heladas, la hostilidad de los indígenas, sin contar con la escasez de agua y alimento. Pero de cualquier forma se consideró mejor que la travesía por los Andes. Salieron en grupos pequeños de no más de 10 hombres haciendo jornadas de 20 km cada día. Durante el día se refugiaban bajo la sombra de los tamarugos, en la Pampa del Tamarugal y de noche, caminaban.
Para ponerse a cubierto de una sorpresa, ya que el Perú ardía en una rebelión general contra Pizarro, Francisco Noguerol de Ulloa se hizo a la mar y desembarcó en el caserío como protección adelantada de los expedicionarios, permaneciendo 18 días y luego regresando por tierra a Arequipa en febrero de 1537, con la pérdida consignada de un hombre, Francisco de Valdés, que murió ahogado en un río.
Tal fue el estado físico en que llegaron Almagro y sus seguidores que desde entonces se les llamó los "rotos de Chile" a quienes vinieran de esas tierras. Solo se atrevería a ir a conquistar esas tierras, 4 años más tarde, Pedro de Valdivia, en una expedición organizada desde el Perú.

## Guerra civil y muerte
Al volver al Perú, en 1537, Almagro ocupó la ciudad del Cuzco y, en la batalla de Abancay, el 12 de julio de 1537, hizo prisioneros a Hernando y Gonzalo Pizarro por considerar que la ciudad pertenecía a su gobernación. Francisco Pizarro negoció con Almagro el destierro de sus hermanos, pero en realidad Pizarro solo buscaba ganar tiempo y de algún modo imponerse ante la voluntad del rey, que decidió que el Cuzco era propiedad de Almagro.
Pizarro, sintiéndose afianzado, lejos de cumplir con el acuerdo, les dio el mando de las tropas a sus hermanos. Almagro se encontraba enfermo en el momento de la traición del acuerdo y dio el mando a Rodrigo Orgóñez, siendo los almagristas derrotados en abril de 1538 en la batalla de las Salinas. En esta misma batalla murió el leal Gonzalo Calvo de Barrientos, el desorejado de Pizarro. Hecho prisionero, Almagro fue avergonzado por Hernando Pizarro y no pudo apelar ante el rey. Almagro, sintiéndose perdido entonces, suplicó por su vida, a lo cual respondió Hernando Pizarro diciendo:

Sois caballero y tenéis un nombre ilustre; no mostréis flaqueza; me maravillo de que un hombre de vuestro ánimo tema tanto a la muerte. Confesaos, porque vuestra muerte no tiene remedio.

Fue ejecutado el 8 de julio de ese mismo año en la cárcel por garrote vil y su cadáver decapitado en la Plaza de Armas del Cuzco. Malgarida, su fiel sirvienta negra, tomó el cadáver de su amo y, en su condición de benefactor de la orden mercedaria, lo enterró en la Iglesia de la Merced de esa ciudad.
Su hijo Diego de Almagro el Mozo intentó vengar a su padre, sin embargo, Francisco Pizarro murió en el palacio de Lima en 1541 a manos de Juan de Rada. Hernando Pizarro marchó a España a justificar su conducta ante el rey y fue encarcelado por más de 20 años en la fortaleza de Medina del Campo; Gonzalo Pizarro murió decapitado después de sufrir la derrota a manos del licenciado Pedro de la Gasca el 9 de abril de 1548, capitaneado por Pedro de Valdivia en contra del pizarrista Francisco de Carvajal en la batalla de Jaquijahuana. 

El más total descrédito sumió a las tierras de Chile (Chili o Chilli), asociándose su nombre al fracaso, así sería hasta 1540 en que Pedro de Valdivia revisando algunas notas de Almagro, le dio a Chile un gran valor personal y decidió realizar su propia conquista.

### Otras fuentes de información
- Fuentes documentales y bibliografías para el estudio de la Historia de Chile por la Universidad de Chile, consultado por última vez el 14 de febrero de 2005.
- Los conquistadores, descripción del perfil del conquistador que llegó a América en busca de honra y fortuna, en nombre de la Monarquía Española y la Iglesia Católica, consultado por última vez el 14 de febrero de 2005.
- "Historia de Chile" de José Del Pozo, consultado por  última vez el 13 de febrero de 2005.